# Štěpánský most
Štěpánský most je ocelový silniční most postavený v roce 1912 přes řeku Labe u obce Obříství v okrese Mělník. Most je zapsán  pod názvem Silniční most Štěpánský jako Kulturní památka. V současné době vede přes most silnice I/9 Praha—Mělník.

## Popis mostu

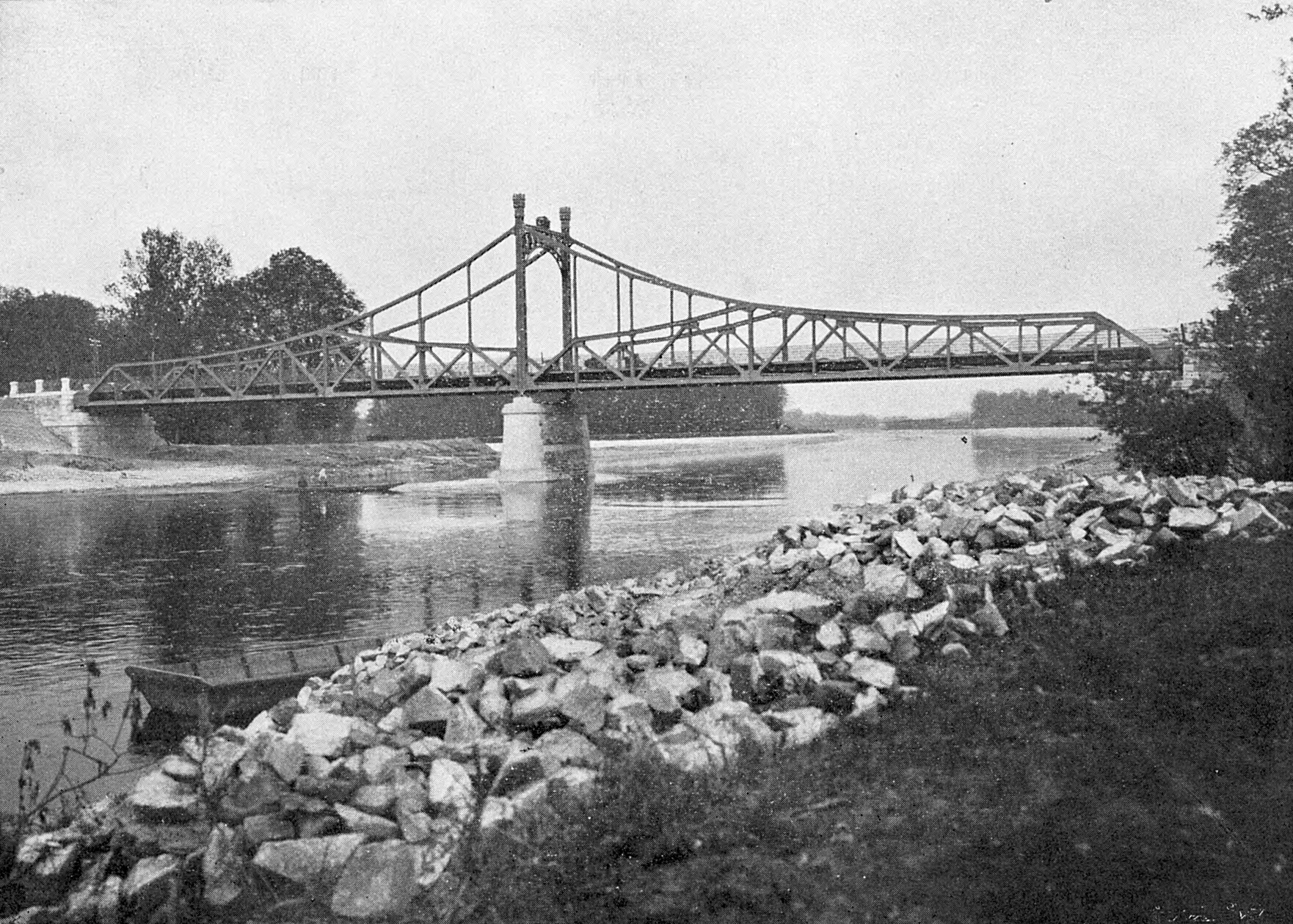
Nově postavený most v roce 1913

Most byl vybudován nedaleko tehdejšího přívozu Na Štěpáně u obce Obříství na Mělnicku a odtud pochází i jeho pojmenování. Most technickým provedením prohnutí horní části konstrukce připomíná tvar, jako mívaly řetězové nebo lanové mosty. Hlavní nosníky mají ale odlišný statický systém a to spojitý konzolový trojpásový nosník s klouby. Obdobná konstrukce byla v tehdejším Rakousku-Uhersku použita pouze ve dvou případech - zde, na Mělnicku a u mostu přes Tisu u Tokaje. Most dodala tehdejší firma Pražská mostárna, která byla filiálkou První českomoravské továrny na stroje v Praze.

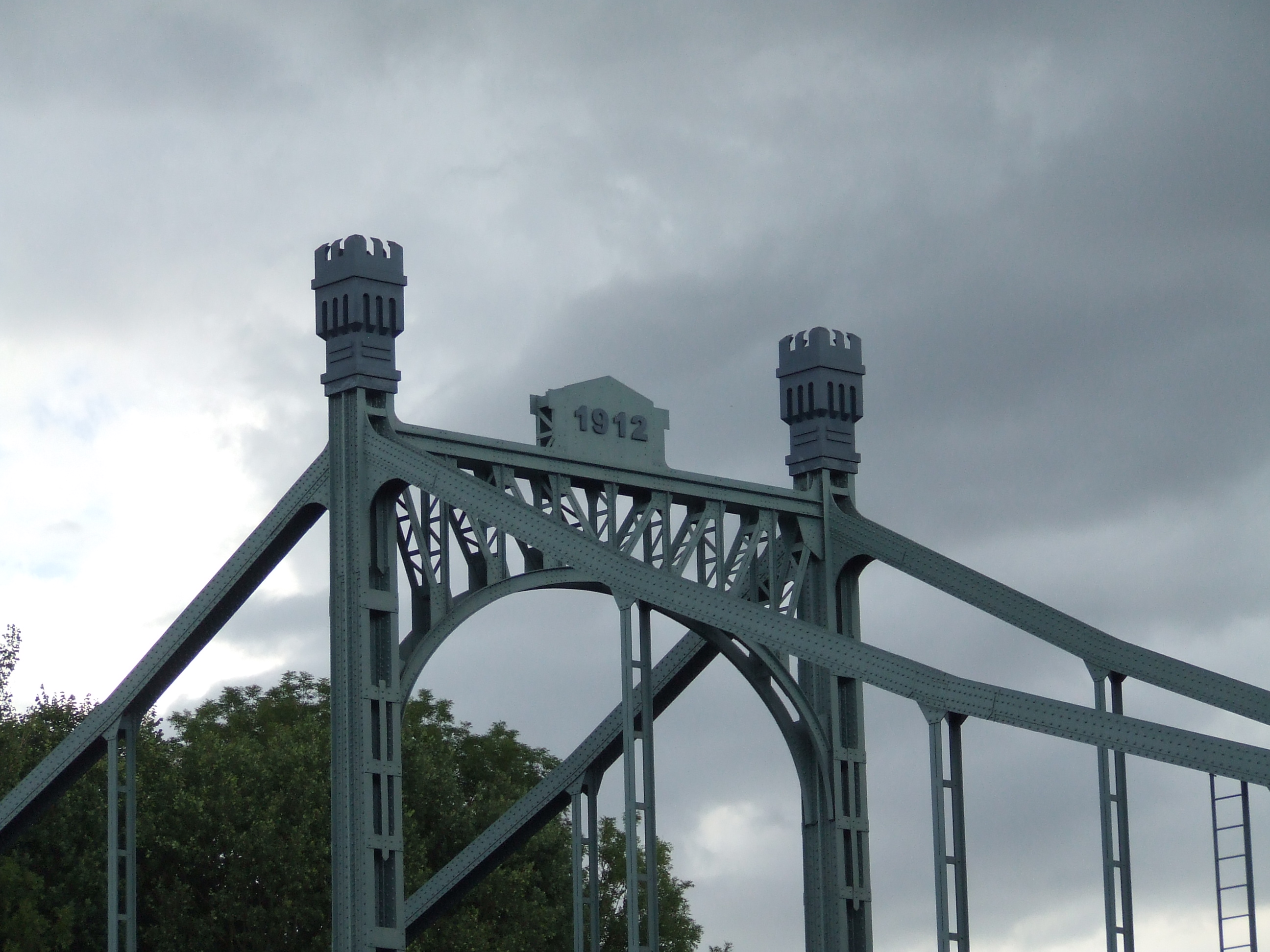
Detail roku výroby

Konstrukci dominuje výrazný portál na středovém pilíři s pylony zakončenými pseudogotickými věžičkami s cimbuřím. Stavba byla unikátní i tím, že pro zakládání středního pilíře bylo poprvé v Čechách použito železobetonového kesonu podle propagátora tohoto řešení, inženýra Vojtěcha Kapsy. Takovéto kesony s nýtovanou výztuží byly užity i při stavbě Hlávkova mostu v Praze. Velikost kesonu použitého u Obříství byla 14,28×4,80 metrů, což na tehdejší dobu byly velké rozměry. Keson byl při stavbě zapuštěn do hloubky 8,85 metrů pod normální hladinu Labe.
Během stavby bylo zjištěno, že pozdější údržba mostu, ochranné nátěry, by v průběhu 20 let dosáhly 22 milionů korun. Z tohoto důvodu byla konstrukce otryskána a následně metalizována zinkem. Náklady této povrchové úpravy dosáhly sice 3,2 milionu korun se zárukou na sedm let ale je předpokladem, že povrchová úprava vydrží 20 let.

## Technické údaje
Výška mostu nad vozovkou (vrchol středního pilíře) je 13 metrů nad vozovkou s průjezdným obloukem ve výšce 8 metrů. Celková délka mostu je 95,55 metrů při dělení na dvě stejně dlouhá pole. Původní šířka mostu byla 6,6 metrů, kdy byly chodníky umístěny uvnitř mostu a šířka vozovky byla pouze 4,6 m. V letech 1957–1958 prošel most úpravou a chodníky o šířce 1,2 metru byly přeloženy vně mostu, kde jsou až do dnešních dnů. Projekt mostu pochází od Ing. Karla Šimka, který byl později profesorem Vysokého učení technického v Brně.
V roce 2003 prošel celý most rekonstrukcí v ceně 28 miliónů korun, kterou provedly Pražské silniční a vodohospodářské stavby a investorem bylo Ředitelství silnic a dálnic. Původní povrch vozovky byl odstraněn, byla provedena nová hydroizolace a provedeno odvodnění a pak položen nový povrch. Zároveň byla ošetřena celé konstrukce. Při rekonstrukci byly taktéž osazeny povrchové mostní uzávěry Mageba.

## Zajímavosti
- Původně měla být tato mostní konstrukce instalována v Chorvatsku, tedy jedné z tehdejších částí Rakouska-Uherska. V polovině výroby však bylo rozhodnuto o její instalaci v Obříství.
- Exteriér v okolí mostu byl využit pro natáčení televizního seriálu 30 případů majora Zemana v dílu č. 14 — Konec velké šance.[4]
- Na levém pilíři je instalována povodňová značka — ryska SLA L101 v nadmořské výšce 164,48 m n. m. s údaji o povodni v srpnu 2002 (16. 08. 2002 až 16. 08. 2002).[6]